# Esteghlal Khuzestan
Esteghlal Khuzestan is een Iraanse voetbalclub uit Ahvaz. De club werd opgericht op 2008. De thuiswedstrijden worden in het Ahvaz Ghadirstadion gespeeld, dat plaats biedt aan 39.000 toeschouwers. De clubkleuren zijn blauw-wit, zoals Esteghlal FC.
De club won in 2016 het Iraanse landskampioenschap.